# Ephel Duath
Ephel Duath ist eine italienische Extreme- und Progressive-Metal-Band aus Padua, die im Jahr 1998 gegründet wurde.

## Geschichte
Die Band wurde im Jahr 1998 anfangs nur als Studioprojekt von Davide Tiso (Gesang, E-Gitarre, Keyboard) und Giuliano Mogicato (Gesang, E-Gitarre, E-Bass) gegründet. Zusammen nahmen sie ein erstes Demo auf, das den Namen Opera trug und von dem über 1000 Kopien abgesetzt wurden. Im Jahr 2000 erschien ihr Debütalbum Phormula. Danach erreichte die Band einen Vertrag bei Elitist Records, einem Sublabel von Earache Records, und veröffentlichte ihr Debütalbum unter dem Namen Rephormula und mit Bonustiteln erneut. Nach der Veröffentlichung kamen Bassist Fabio Fecchio und Sänger Davide Tolomei sowie Schlagzeuger Davide Piovesan in die Band. Die Besetzung wurde kurze Zeit später um Sänger Luciano Lorusso George erweitert. Danach begab sich die Gruppe ins Studio, um das Album The Painter’s Palette aufzunehmen. Danach folgten Liveauftritte, wobei Sänger Davide Tolomei später bei der Band ausstieg.
Im Dezember 2004 folgten Auftritte mit The Dillinger Escape Plan und Poison the Well, wobei die Band von Posaunist Federico Nalesso unterstützt wurde. Im Februar 2005 begab sich die Band erneut ins Studio. Als die Aufnahmen zu dem Album Pain Necessary to Know beendet wurden, verließ Schlagzeuger Davide Piovesan die Band und wurde vorerst durch Andrea Rabuini ersetzt. Da die Besetzung von diesem Zeitpunkt an häufig wechselte, erschien in den Folgejahren lediglich ein Remixalbum namens Pain Remixes the Unknown. Auftritte fanden nur noch vereinzelt statt. Auf dem nächsten Album Through My Dog’s Eyes waren neben Tiso Schlagzeuger Marco Minnemann (Ex-Necrophagist) und Sänger Luciano George Lorusso zu hören. Danach begab sich die Band in eine Pause und meldete sich 2012 mit der EP On Death and Cosmos zurück. Die Band bestand neben Tiso aus Bassist Steve DiGiorgio, Sängerin Karyn Crisis und Schlagzeuger Marco Minnemann.

## Stil
Die Musik der Gruppe lässt sich nur schwer einem Genre zuordnen. Anfangs waren die Stücke technisch anspruchsvoll und nahmen Anleihen aus verschiedenen Genres wie Jazz, Black Metal und Noisecore. Die Musik hat avantgardistische Züge und kann zum Teil mit Musik von Bands wie The Dillinger Escape Plan, Cynic und Fantômas verglichen werden. Die späteren Werke sind weitaus weniger komplex und weisen eine einfachere Liedstruktur auf.

## Diskografie
- Opera (Demo, 1998, Eigenveröffentlichung)
- Phormula (Album, 2000, Code666 Records)
- Rephormula (Album, 2002, Elitist Records)
- The Painter’s Palette (Album, 2003, Elitist Records)
- Pain Necessary to Know (Album, 2005, Elitist Records)
- Pain Remixes the Known (Album, 2007, Earache Records)
- Through My Dog’s Eyes (Album, 2009, Earache Records)
- On Death and Cosmos (EP, 2012, Agonia Records)
- Hemmed by Light, Shaped by Darkness (Album, 2013, Agonia Records)